# Влахояннис, Яннис
Яннис Влахояннис (греч.  Γιάννης Βλαχογιάννης; Навпакт 27 июля 1867 — Афины 23 августа 1945) — греческий историк, прозаик и журналист конца XIX - первой половины XX века.

## Биография
Яннис Влахояннис, настоящее имя Яннис Влахос (греч.  Γιάννης Βλάχος), родился в 1867 году в городе Навпакт, в семье Одиссея Влахоса и Анастасии Гиони. 
Получил начальное образование в своём родном городе, после чего окончил гимназию в городе Патры. 
В 1886 году поступил на философский факультет (отдел филологии) Афинского университета, который однако никогда не закончил, поскольку был вынужден работать, чтобы обеспечить себе на жизнь. Влахояннис работал частным репетитором и корректором в газете «Эфимерис» («Εφημερίς») Димитриоса Коромиласа. 
Позже он стал редактором в газете «Очаг» («Эстиа».
Свои первые литературные тексты - «Эмигрант», «Истории Янниса Эпахтитиса» - он издал под литературным псевдонимом "Яннис Эпахтитис", используя имя Эпахтос (Έπαχτος), которое использовали греки в Средние века, именуя таким образом Навпакт. 
Влахояннис иногда подписывал свои произведения также под псевдонимами Панос Калотеос, Панос Галинос, Панос Фотинос и Ликояннис.
Влахояннис писал на современной разговорной форме греческого языка, но не присоединился к другим сторонникам димотики и не принимал участия в полемике по языковому вопросу.
При финансовой поддержке третьих лиц, в основном Антониоса Бенакиса (1873-1954), он сумел собрать огромный архив документов периода Освободительной войны (1821-1829). 
Среди прочего, он обнаружил и личный архив видного военачальника Освободительной войны, Макриянниса. 
В 1907 году он издал под собственной редакцией рукописи героя войны знаменитые «Мемуары Макриянниса».
В 1908 году он издал журнал Пропилеи («Προπύλαια»). 
В 1914 году он предложил премьер-министру Венизелосу создание Генеральных (здесь центральных) архивов государства (Γενικά Αρχεία του Κράτους). 
После создания Архивов Венизелос назначил его директором этой только что учреждённой службы, где Влахояннис оставался директором до 1937 года. 
Позже Влахояннис, подарил Архивам свою личную коллекцию.
Согласно греческому историку Д. Фотиадису, благодаря Влахояннису, историография Освободительной войны получила 2, из 4 основных, источника, относящихся к Третьей обороне Месолонгиона (1825-1826) :Γ-148: 
- В 1926 году Влахояннис впервые опубликовал мемуары осады, написанные эпиротом Спиридоном Спиромилиосом (Σπυρομηλίου Απομνημονεύματα της δευτέρας πολιορκίας του Μεσολογγίου 1825-1826). Хотя «Мемуары» Спиромилиоса были написаны в 1827 году, они впервые увидели свет через 100 лет, благодаря Влахояннису.
- В 1940 году Влахояннис впервые опубликовал «Мемуары» македонянина Николаоса Касомулиса.

Касомулис завершил написание своих мемуаров в 1841 году, но они также оставались неизвестными до 1929 года, пока их не обнаружил Влахояннис. Влахояннису понадобилось около 10 лет, чтобы издать «Мемуары» Касомулиса в 3-х томах, опять же через 100 лет после их написания.
Описания Касомулиса, в том что касается Месолонгиона, Д. Фотиадис считает «самыми живыми из всех четырёх основных источников» о обороне Месолонгиона :Г-150.
Влахояннис был тесным другом Александра Пападиамантиса, и помогал своему другу, когда тот оказался на грани нищеты
В своих исторических работах Влахояннис часто был необъективным к разным лицам но он и не хотел быть объективным. Он восхищался своими героями. В силу этого некоторые его биографы считают в некоторых его исторических работах наблюдается тенденция к фольклору.

## Вторая мировая война и оккупация
28 октября 1940 года началось вторжение итальянской армии в Грецию из союзной итальянцам Албании. Греческая армия отразила вторжение и через 2 недели боёв перенесла военные действия на албанскую территорию. Победы греческой армии вызвали большой резонанс, поскольку на тот момент силы Оси господствовали в Европе, только Британия и Греция продолжали сражаться, в то время как с августа 1939 года оставался в силе Договор о ненападении между Германией и Советским Союзом. Победы греческой армии были первыми победами антифашистской коалиции во Второй мировой войне.
Влахояннис был среди деятелей искусств Греции, подписавшихся под Воззванием греческих интеллектуалов к интеллигенции мира. 
Греческие интеллектуалы заявляли своим коллегам: 
«Мы, эллины, дали ответ на этот ультиматум фашистского насилия. Ответ, который подобает 3000 лет наших традиций, выгравированных глубоко в наших душах, но и написанных и в последнем углу священной земли кровью величайших героев человеческой истории. И сегодня, на заснеженных склонах Пинда и гор Македонии мы сражаемся, в большинстве случаев штыком, полные решимости победить или умереть до единого. Β этой неравной борьбе .... 
у нас есть ощущение, что мы защищаем не только наше дело: что мы боремся за спасение всех тех Высоких ценностей, которые составляют духовную и нравственную культуру, то ценное наследие, что завещали человечеству наши прославленные предки и которым сегодня, мы видим, угрожает волна варварства и насилия. Именно это ощущение даёт нам, греческим интеллектуалам, людям культуры и искусства, смелость обратиться к братьям во всём мире, чтобы попросить не материальную, а моральную помощь. Просим вклада душ, революцию сознаний, обращения, немедленного воздействия, везде где это возможно, бдительного слежения и действия для (подготовки) нового духовного Марафона, который избавит закабалённые нации от угрозы самого тёмного рабства, который познало человечество по сегодняшний день». 
Подписи: Костис Паламас, Спирос Мелас, Ангелос Сикелианос, Георгиос Дросинис, Сотирис Скипис, Димитриос Митропулос, Константин Димитриадис, Николаос Веис, Константин Партенис, Иоаннис Грипарис, Яннис Влахояннис, Стратис Миривилис, Костас Уранис Мильтиад Малакасис, Григорис Ксенопулос, Александрос Филаделфевс, Аристос Кампанис.
В годы тройной, германо-итало-болгарской, оккупации Греции, Влахояннис оставался в Афинах. 
В страшную зиму 1941-1942 года, когда от голода в греческой столице умерли более двухсот тысяч человек, старый и больной Влахояннис, с трудом стоя от голода на своих ногах, передвигался по улицам города, пытаясь обеспечить еду себе и своим сёстрам.
В период оккупации он тесно сошёлся с Ангелосом Папакостасом, с которым тесно сотрудничал в издании архивов Теодора Колокотрониса.
Влахояннис пережил оккупацию, увидел освобождение Греции силами народно-освободительной армии, но последовавшую сразу затем британскую военную интервенцию и уличные бои в Афинах в декабре 1944 года.
Яннис Влахояннис умер в Афинах в августе 1945 года, в возрасте 78 лет.

## Работы

### Архивные исследования
- Афинский архив I (Αθηναϊκόν Αρχείον Α΄ (1901) - τυπ.Βλαστού)
- Историческая библиотека – Биография генерала Георгиоса Караискакиса написанная его личным секретарём Д. Энианом (Ιστορική Βιβλιοθήκη - Η βιογραφία του στρατηγού Γεωργίου Καραϊσκάκη υπό του ιδιαιτ.γραμματέως του Δ. Αινιάνος. (1903) - (β΄ εκδ.)
- Архивы новейшей греческой истории – Архивы генерала Макриянниса. ( Αρχεία νεωτέρας Ελληνικής ιστορίας - Αρχεία του στρατηγού Ιωάννου Μακρυγιάννη Α’-Β’ (1907)
- Хиосский архив (Χιακόν Αρχείον Α΄- Ε΄ 1910-1924)
- Сборник исторических документов и рукрписей (Συλλογή ιστορικών εγγραφών και χειρογράφων (1913)
- Анекдоты Георгиоса Караискакиса и Колокотрониса  Анекдоты-Пословицы-Странности (Ανέκδοτα του Γεωργίου Καραϊσκάκη και του Κολοκοτρώνη  Ανέκδοτα-Γνωμικά-Περίεργα (1922) - Καλέργης και σια
- Спиромилиос Мемуары второй осады Месолонгиона (Σπυρομηλίου Απομνημονεύματα της δευτέρας πολιορκίας του Μεσολογγίου 1825-1826 (1926)
- Историческая антология – Анекдоты-Пословицы-Странности-Шутки из жизни известных греков 1830-1864 (Ιστορική Ανθολογία Ανέκδοτα-Γνωμικά-Περίεργα-Αστεία εκ του βίου διασήμων ελλήνων 1830-1864  (1927)
- Клефты Мореи (Κλέφτες του Μοριά - Μελέτη ιστορική από νέες πηγές βγαλμένη 1715-1820 (1935)
- Архив новейшей греческой истории – Н. Касомулиса бойца Революции 1821 года македонянина I II III тома (Αρχεία της νεωτέρας Ελληνικής ιστορίας - Νικ.Κ.Κασομούλη αγωνιστού του Εικοσιένα Μακεδόνος Α΄- Β' - Γ'   (1938, 1940 και 1942 αντίστοιχα)

### Рассказы - Стихи
- Рассказы Янниса Эпахтитиса (Ιστορίες του Γιάννου Επαχτίτη 1893)
- Оружие (Τ’ άρματα 1912)
- Сули (Το Σούλι 1912)
- Великие годы (Μεγάλα χρόνια (1913) - εκδ. Εκπαιδευτικού Ομίλου)
- Петух (Ο Πετεινός  (1914) - εκδ. Ηλ.Δικαίος)
- Бабочка (Η πεταλούδα 1920)
- Обороты катушки (сказки) (Γύροι της ανέμης  (Παραμύθια) (1923)
- Бедный мир (рассказы) (Έρμος κόσμος (Διηγήματα)  (1923)
- Суматоха Смерти (Του Χάρου ο χαλασμός 1923)
- Речи и ответы (краткая проза) (Λόγοι και αντίλογοι (μικρά πεζά 1902-1914) (1925)
- Великие годы – Речи иответы (Μεγάλα χρόνια - Λόγοι και αντίλογοι 1930)
- Молодцы старые (Τα παληκάρια τα παλιά 1931)
- Муза и Душа (стихи) (Η Μούσα και η Ψυχή (ποιήματα)  (1961) - εκδ. Εστία)
- Рассказы (Διηγήματα  - εκδ. Εστία)

### Сборники
- Истории Янниса Эпахтитиса и другие рассказы (Ιστορίες του Γιάννου Επαχτίτη και άλλα διηγήματα (1991) – Νεφέλη)
- Великие годы – Мо́лодцы старые (Μεγάλα χρόνια - Τα παληκάρια τα παλιά (Φιλολογική επιμέλεια Επαμ. Μπαλούμης)  (1994) - Ίδρυμα Κώστα και Ελένης Ουράνη)
- Собрание сочинений I-VI (Άπαντα Α΄-Ζ΄ (επιμ. Γ.Κουρνούτος) (1965-1967) - Εταιρεία Ελληνικών Εκδόσεων)

## Внешние ссылки
- Ε.ΚΕ.ΒΙ. Αρχείο Ελλήνων Λογοτεχνών
- Βιβλιοθήκη Πανεπιστημίου Κρήτης
- Ελευθεροτυπία
- ΣΥΛΛΟΓΟΣ ΑΙΤΩΛΟΑΚΑΡΝΑΝΩΝ ΠΕΡΙΣΤΕΡΙΟΥ "ΚΟΣΜΑΣ Ο ΑΙΤΩΛΟΣ"
- Η εργογραφία του από το Εθνικό Κέντρο Βιβλίου